# OGLE-LMC-CEP0227
OGLE-LMC-CEP0227, är en dubbelstjärna i Stora magellanska molnet och belägen i norra delen av stjärnbilden Taffelberget. Den har en skenbar magnitud av ca 15,3 och kräver ett kraftfullt teleskop för att kunna observeras. Baserat på uppmätt parallax beräknas den befinna sig på ett avstånd av ca 163 000 ljusår (ca 50 000 parsec) från solen. 

## Observation

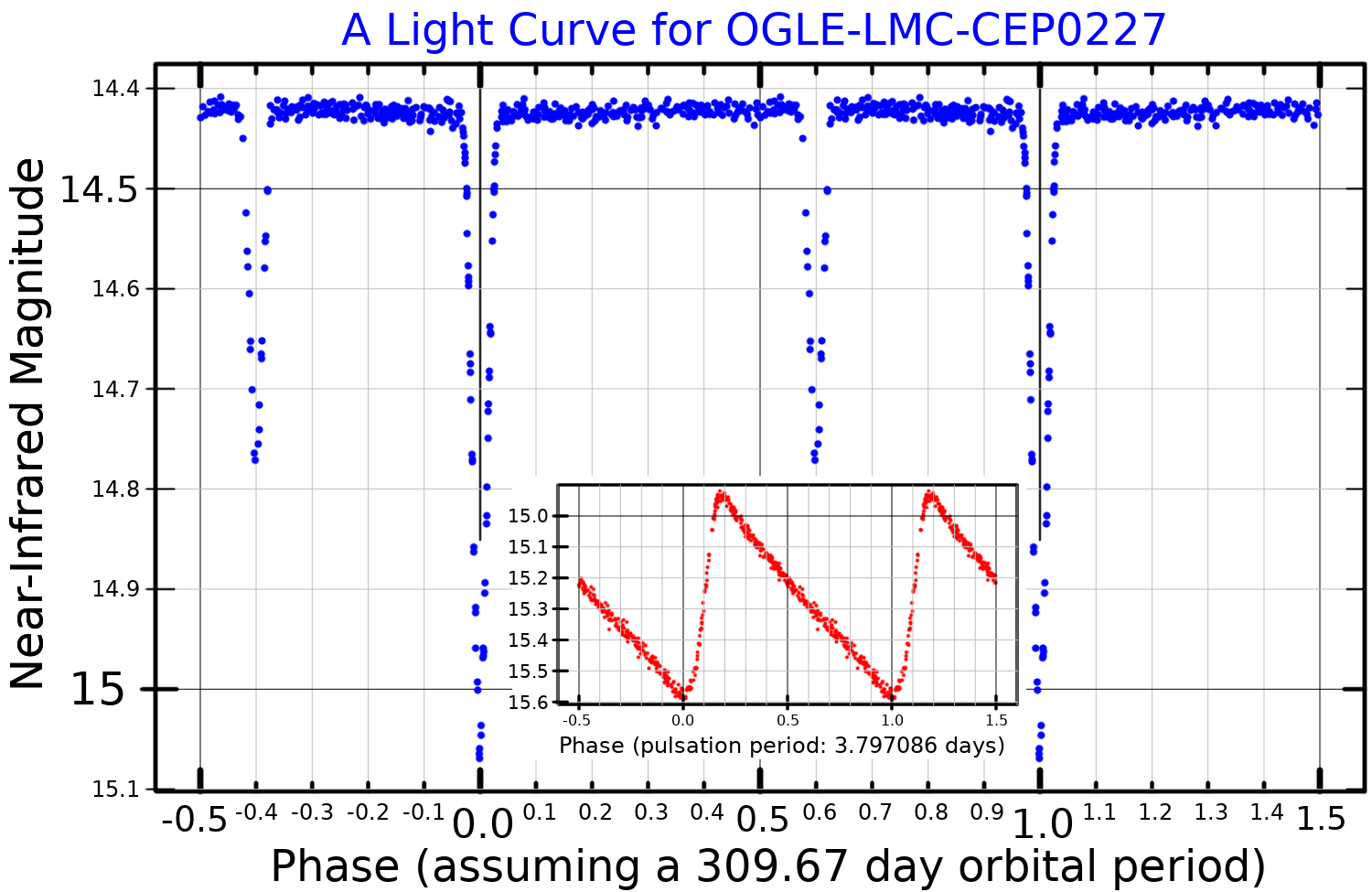
En nära-infraröd (I-bandet) ljuskurva för OGLE-LMC-CEP0227, anpassad från Pietrzyński et al. Kursiv text(2010). Huvuddiagrammet visar ljusförmörkelsekurvan, med Cepheidvariationen borttagen, och den infällda kurvan visar Cepheid-variationen.

OGLE-LMC-CEP0227-systemet består av två stjärnor som kretsar kring varandra nästan exakt i linje med siktlinjen från jorden. Denna unika konfiguration har gjort det möjligt för astronomer att förfina sin förståelse av klassiska Cepheid variabler. Studier av konfigurationen har gjort det möjligt för astronomer att mäta Cepheidmassan med oöverträffad noggrannhet. Det råder dock fortfarande (2012) oenighet om huruvida de pulserande egenskaperna exakt matchar massan som härrör från den observerade omloppsbanan.

## Egenskaper
Primärstjärnan OGLE-LMC-CEP0227 A är en gul till vit hyperjättestjärna av spektralklass F7 Ib. Den har en massa av ca 4,17 solmassor, en radie av ca 35 solradier och utsänder energi från dess fotosfär motsvarande ca 1 970 gånger solen vid en effektiv temperatur av ca 6 000 K.
Följeslagaren OGLE-LMC-CEP0227 B är en gul till vit ljusstark jättestjärna i huvudserien av spektralklass G4 II Den har en massa av ca 4,13 solmassa, en radie av ca 45 solradie och har en effektiv temperatur av ca 5 100 K.

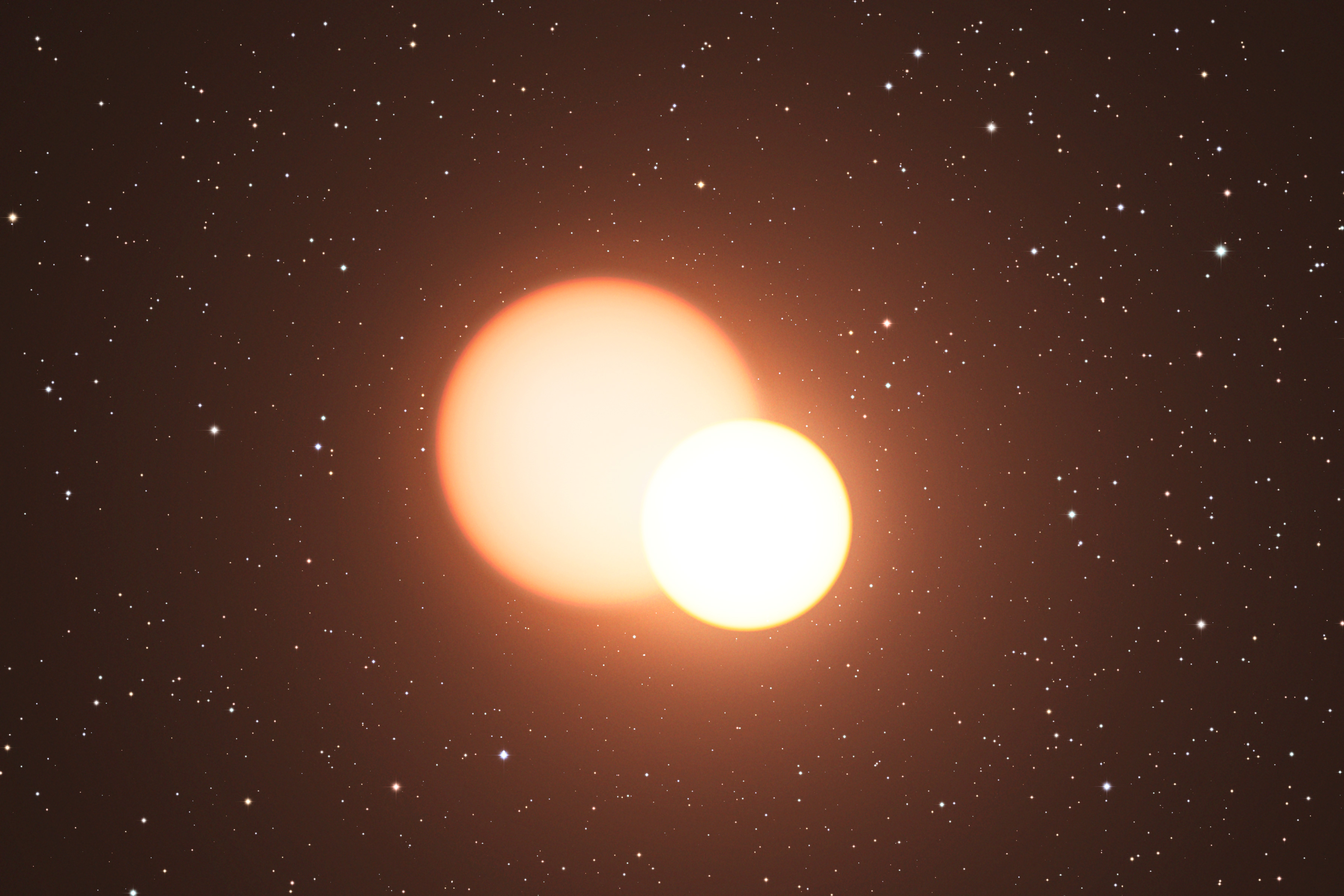
Konstnärens intryck av OGLE-LMC-CEP0227
Bild: ESO

De två stjärnorna kretsar kring varandra med en omloppsperiod  av 309,4 dygn i en bana med en halv storaxel på ca 390 bågsekunder och excentricitet på 0,166.  Spektraltypen, radien, temperaturen, ljusstyrkan och observerade magnituder för Cepheiden är medelvärden, eftersom stjärnan pulserar regelbundet.